# واجهة عرض

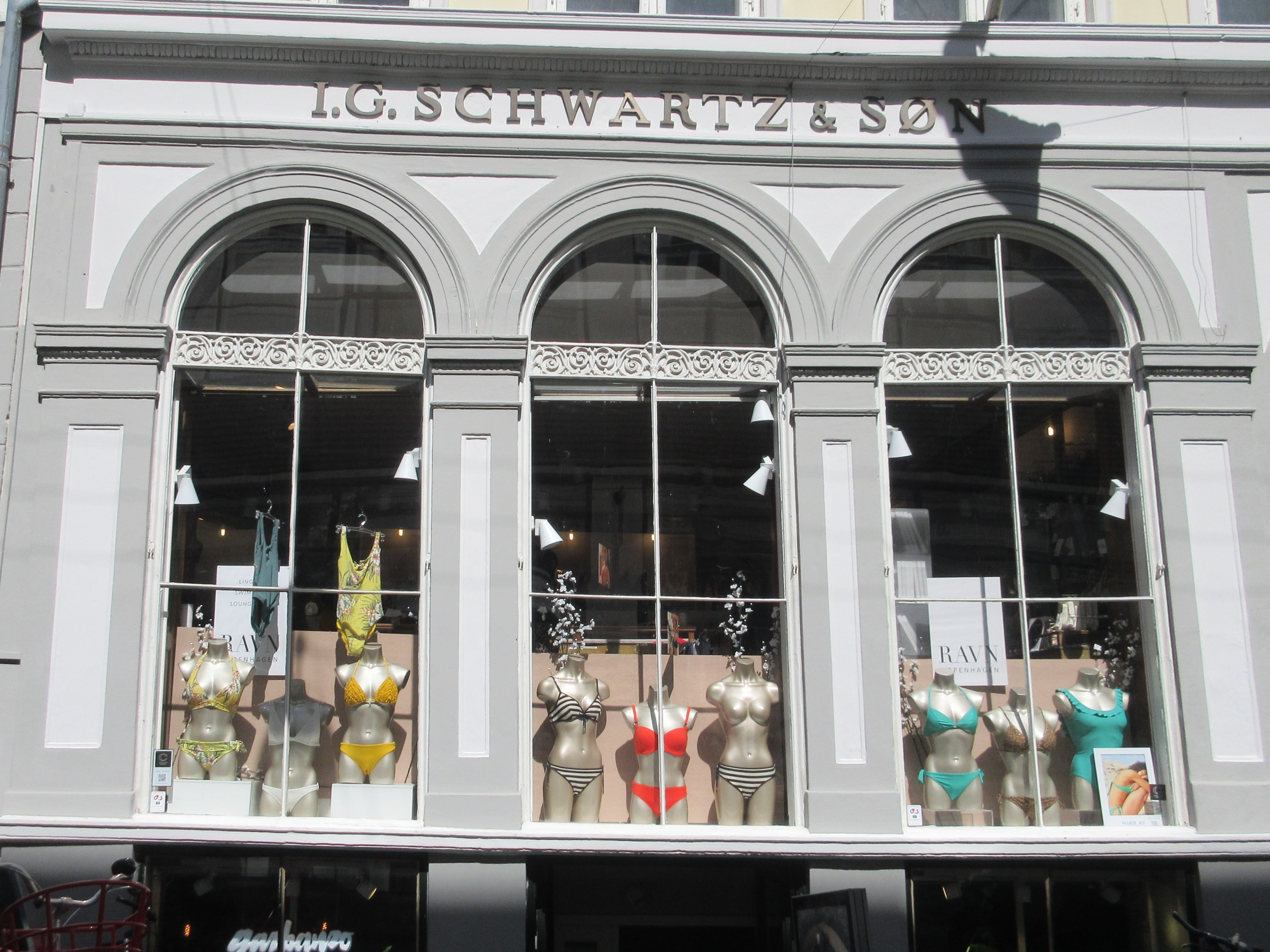
واجهة زجاجية

شباك العرض أو واجهة العَرْض أو واجهة المتجر (الفَتْرِينَة (جمع: فتارين) عن الكلمة الفرنسية Vitrine) لمحل أو دكان تُعرض فيها البضائعُ مدوّنًا عليها أسعارها غالبًا. أما فنّ الفترينة فيعني دراسة كيفيّة عرض الأشياء في الفترينة بطريقة تغري بالوقوف أمامها وشرائها.